# James Schlesinger
James Rodney Schlesinger (Nueva York, 15 de febrero de 1929 - Baltimore, 27 de marzo de 2014) fue un economista y político estadounidense. Director de la CIA en 1973 y Secretario de Defensa de los Estados Unidos entre 1973 y 1975.

## Biografía

### Primeros años
Nacido en Nueva York, el 15 de febrero de 1929. Se doctoró en Economía por la Universidad de Harvard. Entre 1955 y 1963 fue profesor de Ciencias Económicas en la Universidad de Virginia y publicó el libro The Political Economy of National Security, que llamó la atención de la Corporación RAND, que decidió contratarlo. Hasta 1969 ejerció de Director de Estudios Estratégicos de la Corporación RAND.
En enero de 1969 se unió a la recién estrenada Administración Nixon como adjunto al director de la Oficina de Presupuestos, dedicándose al área del presupuesto de Defensa. En 1971 fue nombrado presidente de la Comisión de Energía Atómica. En el año y medio que estuvo en el cargo se produjo una sustancial mejora del rendimiento regulador de la comisión.

### Director de la CIA (1973)
En febrero de 1973, el presidente Nixon nombró a James Schlesinger director de la Agencia Central de Inteligencia (CIA), después de haber despedido a Richard Helms, el anterior jefe de la CIA, por negarse a bloquear las investigaciones sobre el escándalo Watergate.
Las primeras palabras de Schlesinger como director de la CIA fueron significativas sobre cuál era su misión. "Estoy aquí para asegurarme de que nadie joda a Richard Nixon", dijo. El presidente lo nombró para llevar a cabo una purga entre los miembros del personal de la Agencia que podían ser hostiles a los intereses de la Casa Blanca. Sólo estuvo en el cargo seis meses, que le fueron suficientes para cumplir con su cometido. 
Las divisiones clandestinas (operaciones encubiertas) de la CIA habían estado monopolizadas durante años por la guardia pretoriana de Richard Helms. Habían alcanzado demasiada influencia en la Agencia y demasiado poder sobre el Gobierno. Schlesinger trataría de recortar ese poder y reducir el peso de la Agencia. Para ello despidió a algunos de los oficiales con mayor antigüedad y autonomía, en favor de otros más jóvenes y manejables. En sólo tres meses, el 7% de los oficiales de la CIA perdieron su empleo.
El 9 de mayo de 1973, Schlesinger emitió una directiva para todos los empleados de la CIA: "He ordenado a todos los veteranos oficiales de operaciones de esta Agencia, que me informen inmediatamente de cualquier actividad que esté en marcha ahora, o que pueda haber estado en marcha en el pasado, la cual pueda estar considerada fuera del estatuto legislativo de esta Agencia. Por la presente, ordeno a toda persona empleada por la CIA en el tiempo presente, que me informe de tales actividades. E invito a todos los ex empleados a hacer lo mismo. Alguien que tenga tal información debería llamar a mi secretaria y decir que desea hablar conmigo sobre actividades contrarias al estatuto de la CIA." La directiva llegó a ser como una licencia de caza para subordinados resentidos dispuestos a revelar evidencias que destruyeran la carrera de sus inmediatos superiores, y empezó a desangrar a la Agencia, tal y como la Casa Blanca quería para poderla controlar.
Llegó a ser tan impopular entre los oficiales de la oficina central de la CIA en Langley, que hubo que poner una cámara oculta permanente delante de su retrato oficial por miedo a que este fuera objeto de vandalismo.

### Secretario de Defensa (1973-1975)
A pesar de las tormentas que desató en su paso por Langley, Schlesinger siempre tuvo fama de administrador franco y honesto, además de duro. El 2 de julio de 1973 dejó la CIA por mandato de Nixon para convertirse en su nuevo Secretario de Defensa con sólo 44 años. Pasó el proceso de aprobación del Senado sin demasiados problemas, dada su mente privilegiada y brillante reputación como académico economista e investigador de la Corporación RAND. 
Al asumir el cargo expuso cinco objetivos: mantener un fuerte sistema de defensa militar; asegurar el equilibrio militar necesario para garantizar el éxito de la disuasión y la paz duradera; asegurar el respeto y el apoyo debido a las Fuerzas Armadas; asumir la obligación de usar los recursos de los ciudadanos con prudencia; ser cada vez más competitivos respecto a los adversarios potenciales. Especialmente le preocupaba restaurar el estado de ánimo y el prestigio del ejército después de los traumas de Vietnam.
Para ello se dispuso a asegurar subidas en el presupuesto de Defensa, que había entrado en declive a partir de 1969. Criticó que el presupuesto militar se hubiera reducido hasta un tercio desde 1968 y denunció que, a fecha de 1973, los gastos para Defensa sólo absorbían el 6% del producto nacional bruto, el porcentaje más bajo desde los años anteriores a la guerra de Corea, y que el crecimiento anual de las inversiones para Defensa era el más bajo desde el ataque a Pearl Harbor en 1941. 
Cargado con estas estadísticas, confiando en su credibilidad como economista, y advirtiendo sobre los avances soviéticos, trató por todos los medios de presionar al Congreso para que aumentara los gastos militares. Pero su éxito fue limitado. Si bien el Congreso accedió a destinar más recursos al ejército, el incremento del presupuesto para los años fiscales 1974, 1975 y 1976 fue mucho menor de lo que exigía el Departamento de Defensa.
El Secretario Schlesinger se opuso frontalmente a la amnistía para los evasores del servicio militar obligatorio, y presionó con entusiasmo para apuntalar el desarrollo de sofisticados sistemas de armamento nuclear. Su apoyo a la construcción de aviones de combate A-10 y al programa de desarrollo de aviones de peso ligero (del que surgirían los F-16) fue crucial para que estos proyectos llegaran a concluirse con éxito.
En los últimos meses de presidencia de Richard Nixon, con el escándalo Watergate en su momento álgido, James Schlesinger estaba tan preocupado por el estado mental del presidente que dio instrucciones al Ejército para que no acatara las órdenes que procedieran directamente de la Casa Blanca. En esos días Schlesinger decidió que todas las órdenes del comandante en jefe pasaran por el filtro del Departamento de Defensa antes de tomar efecto. Cuando Nixon dimitió, el nuevo presidente Gerald Ford confirmó a Schlesinger en su cargo.

### Guerra de Yom Kipur (octubre de 1973)
En octubre de 1973, sólo 3 meses después de convertirse en jefe del Pentágono, varios miles de soldados egipcios, provistos de artillería, misiles y morteros, atravesaban por sorpresa el canal de Suez e iniciaban un violento ataque contra Israel. Al mismo tiempo, las fuerzas sirias, apoyadas por más de 800 tanques, copaban el Monte Hermon y cargaban contra las posiciones judías en el Golán. Se iniciaba así la guerra de Yom Kipur, que se prolongaría durante casi tres semanas. 
La primera reacción de Schlesinger fue aconsejar al presidente Nixon que Estados Unidos se mantuviera a la expectativa, esperando una rápida y contundente victoria israelí. Pero pasados unos días, y tras comprobar que la contienda sería más dura de lo esperado para Israel, Schlesinger aconsejó a Nixon que autorizara que los aviones comerciales israelíes recogieran munición y piezas de repuesto en las bases americanas de Europa y Estados Unidos, y compensar las necesidades del arsenal israelí con un formidable puente aéreo. 
Así, dio orden de que los gigantescos C-130 y C-5 empezasen a despegar en grandes bandadas desde aeropuertos norteamericanos, para hacer escala en las islas Azores, por cortesía portuguesa, y en España, sin conocimiento de las autoridades españolas (que no reconocían a Israel), suministrando a los israelíes un volumen de 22,000 toneladas de equipo, valorado en 856 millones de dólares, sin contar remesas posteriores, que llegarían por vía marítima, cuando ya no había temor de colapso militar en Tel Aviv.
Cuando ya era evidente que Israel iba a ganar la guerra, la preocupación de Washington era moderar la victoria israelí para que Egipto siguiera contando con Estados Unidos y no se acercara demasiado a Moscú. Pero Israel se mantuvo contumaz e hizo caso omiso a esas súplicas, haciendo que Estados Unidos temiera una confrontación con la Unión Soviética, empeñada en evitar una nueva debacle árabe. El 24 de octubre, una carta de Leonid Brézhnev a Nixon anunciaba en tonos durísimos que Moscú haría lo que fuera necesario para someter a razón a los israelíes, lo que fue interpretado por la Casa Blanca como una amenaza de reforzar al ejército egipcio con tropas soviéticas. 
Como alternativa, Moscú sugería el envío de una fuerza conjunta de las dos superpotencias para hacer cumplir la tregua. Pero Estados Unidos se negó a aceptar el trato porque veía que ello suponía entregar la "mitad" del éxito de una paz futura a la diplomacia del Kremlin. La respuesta americana fue de una dureza espectacular. El presidente Nixon ordenó a James Schlesinger que declarara una alerta del grado Defcom-B, un peldaño por debajo de la alerta máxima, que afectaba a las unidades norteamericanas en el mundo entero, trasladaba bombarderos de Guam a Estados Unidos, despachaba a un nuevo portaaviones al Mediterráneo y movilizaba a una fuerza de intervención rápida, la 82.ª División Aerotransportada, destacada en Fort Bragg, Carolina del Norte.
Los analistas han visto en esa muestra de fuerza de Estados Unidos la causa de que pocas horas después Moscú renunciara a su plan de enviar tropas a la zona y que el ejército israelí se conformara con lo que ya tenía ese 24 de octubre, una penetración de unos 40 kilómetros en profundidad más allá del canal.

### Guerra de Vietnam
La última fase de la guerra de Vietnam ocurrió en el periodo de James Schlesinger como Secretario de Defensa. Aunque todas las fuerzas de combate estadounidenses ya habían abandonado Vietnam del Sur en la primavera de 1973, Estados Unidos continuaba manteniendo presencia militar en otras áreas del sudeste asiático. Algunos senadores habían criticado a Schlesinger cuando en 1973 dijo que, firmado ya el acuerdo de paz, si los norvietnamitas iniciasen una ofensiva militar contra los survietnamitas, Estados Unidos intervendría bombardeando Vietnam del Norte.
Pero lo cierto es que cuando los norvietnamitas comenzaron una masiva ofensiva militar contra Vietnam del Sur a principios de 1975, Estados Unidos no hizo nada para ayudar al gobierno de Saigón y dejó que este se colapsara completamente mientras el ejército de Vietnam del Norte entraba en Saigón a finales de abril. Schlesinger, por orden del presidente Ford, ordenó la evacuación de 22,000 survietnamitas colaboradores de Estados Unidos y la salida de los últimos marines que quedaban en la embajada norteamericana.

### Secretario de Energía (1977-1979) y últimos años
En noviembre de 1975 el Secretario Schlesinger fue cesado por el presidente Gerald Ford por quiebra de confianza, insubordinación reiterada y por sus "maneras arrogantes" que Ford detestaba. Se da por hecho que el cese fue debido a la oposición de Schlesinger a las negociaciones para el segundo Tratado de Limitación de Armas Estratégicas (SALT II) con la URSS, apoyadas por el Secretario de Estado Henry Kissinger. Schlesinger opinaba que estas negociaciones ponían a Estados Unidos en una posición estratégica inferior a la de la Unión Soviética. Después del cese de sus funciones, Schlesinger apoyó decididamente al opositor de Ford, Jimmy Carter.
En enero de 1977, en plena crisis energética, fue fichado por el nuevo presidente Jimmy Carter como asesor especial en materia energética, y, tras la creación del Departamento de Energía, en octubre de 1977 Schlesinger se convirtió en el primer Secretario de Energía de la historia. Nada más asumir el cargo lanzó el proyecto Carbon Dioxide Effects and Assessment Program. Pero en julio de 1979 el presidente Carter decidió sustituirlo discretamente en el contexto de una importante reorganización de su gabinete.
En 2002 fue nombrado por el presidente George W. Bush para formar parte de su Consejo de Asesores sobre Seguridad Interior y del Defense Policy Board. En mayo de 2004 el Secretario de Defensa Donald Rumsfeld nombró a James Schlesinger presidente de la comisión de investigación sobre los abusos en Abu Ghraib.
James Schlesinger falleció a causa de una neumonía a sus 85 años de edad en un hospital de Baltimore en Maryland del Este.